# Trioracodon
Trioracodon is een geslacht van uitgestorven eutriconodonte zoogdieren uit het Laat-Jura tot het Vroeg-Krijt, gevonden in Noord-Amerika en de Britse eilanden.

## Naamgeving
In 1871 benoemde Richard Owen een Triconodon ferox en Triconodon occisor. Triconodon ferox, 'de woeste', werd in 1928 door George Gaylord Simpson de typesoort gemaakt van een apart geslacht Trioracodon. Triconodon occisor achtte hij een synoniem van de combinatio nova Trioracodon ferox. De geslachtsnaam is afgeleid van het Grieks treis, 'drie', oros, 'berg', akè, 'punt' en odoon, 'tand'. Het is een verwijzing naar de drie puntige knobbels van de kieskroon.
Het holotype BMNH 47775 is gevonden in de Purbeck Group in Dorset. Het bestaat uit een linkeronderkaak. Zestien andere specimina werden toegewezen, voornamelijk losse kaken.
Owen had ook een Triconodon major, 'de grotere', benoemd op basis van specimen BMNH 40722, een rechteronderkaak. Die hernoemde Simpson tot een Trioracodon major.
In 1880 benoemde Othniel Charles Marsh een Triconodon bisulcus, 'met de twee troggen' op basis van YPM 11851, een paar onderkaken uit de Morrison-formatie, de stratigrafische zone 5. Dit hernoemde Simpson tot een Trioracodon bisulcus. Zeven verdere onderkaken werden toegewezen.
In 1928 benoemde Simpson nog een laatste soort: Trioracodon oweni, op basis van holotype BMNH 47766, een rechteronderkaak.

## Beschrijving
Trioracodon onderscheidde zich van Triconodon door het bezit van slechts drie in plaats van vier kiezen in de onderkaak. Daarbij waren de kiezen van de onderkaak kleiner ondanks dat de lichaamsomvang wat hoger lag, met ongeveer de grootte van een kat.

## Fylogenie
Trioracodon is geplaatst in de Triconodontidae.